# Општина Бар
Барско копнено подручје има површину од 506 km². Највиша тачка општине је планина Румија на надморској висини од 1593 метара. Бар има просјечно 270 сунчаних дана годишње и спада међу најсунчанија мјеста јужне Европе. Климу карактеришу дуга и топла љета, а средња годишња температура износи 15,5 °C, u јулу 23 °C, a јануару 10 °C.
Према резултатима пописа из 2023. године имала је 45.812 становника.

## Историја
Стари дио града, Стари Бар, помиње се у документима који потичу из 10. вијека. И поред многих земљотреса и ратова, сачувани су остаци зидина и тврђава са којих је предиван поглед на цијели град и околину. На самом уласку у град налази се дрво маслине старо између 2.000 и 2.500 година. Једно је од три најстарије маслине на свијету које још увијек даје плодове.
О називу Бара, имамо свједочанство из књиге Милорада Г. Медаковића, „Живот и обичаји Црногораца“ из 1860. године, странице 139. и 140.: „Прича се и данас проклетство краљице Јелене, која је побјегла од својег сина Драгутина и настанила се у једну пећину између Сотонића и Глувог Дола у Црници. Муж њен, краљ Стефан Рапави, побјегао од својег сина у Бар. У пећини је живјела Јелена са њеном ћером ђевојком и проводила живот у посту и молитви. Близу ове пећине има вир, који се зове Око, у којем се прелијепа риба ловила. Црница је била Јеленин спаилук. Она се погодила са Глуводољанима, да јој свако јутро оставе по једну рибу на плочи. Саставити се са људима није она ћела, већ би пошла по рибу, кад никог код Ока нема..." Када јој једном нису донијели рибу, дозивала их је и проклела: „Да Бог да, нигда је више у Оку не уловили! Она узјаше на коња и побјегне у Бар, па да је рекла: „Бар ме овдје нећете наћи ни варати“, и отуда да се прозвало оно мјесто Бар."

## Насељена мјеста
У општини се налази 87 насељених места. Извршене су измене у броју насељених места у општини у односу на стари Закон о територијалној организацији: насеље Ђенђиновићи има нови назив- Ђинђиновићи, насеље Поди је укинуто поделом на насељена места Горња Пода и Доња Пода, и формирана су нова насеља Мадгуж, Менке и Чањ.

## Становништво

### Национални састав становништва општине по попису 2023. године
| Национални састав (са уделом преко 1%)‍ | Национални састав (са уделом преко 1%)‍ | Национални састав (са уделом преко 1%)‍ | Национални састав (са уделом преко 1%)‍ | Национални састав (са уделом преко 1%)‍ |
| -------------------------------------- | -------------------------------------- | -------------------------------------- | -------------------------------------- | -------------------------------------- |
|                                        |                                        |                                        |                                        |                                        |
| Црногорци                              | Црногорци                              |                                        | 19.361                                 | 42,26%                                 |
| Срби                                   | Срби                                   |                                        | 11.968                                 | 26,12%                                 |
| Бошњаци                                | Бошњаци                                |                                        | 3.901                                  | 8,52%                                  |
| Руси                                   | Руси                                   |                                        | 2.733                                  | 5,97%                                  |
| Албанци                                | Албанци                                |                                        | 1.919                                  | 4,19%                                  |
| Муслимани                              | Муслимани                              |                                        | 1.565                                  | 3,42%                                  |
| остали                                 | остали                                 |                                        | 2.881                                  | 6,29%                                  |
| неизјашњени                            | неизјашњени                            |                                        | 1.478                                  | 3,23%                                  |
| укупно: 45.812                         |                                        |                                        |                                        |                                        |

### Национални састав становништва општине по попису 2011. године
| Национални састав (са уделом преко 1%)‍ | Национални састав (са уделом преко 1%)‍ | Национални састав (са уделом преко 1%)‍ | Национални састав (са уделом преко 1%)‍ | Национални састав (са уделом преко 1%)‍ |
| -------------------------------------- | -------------------------------------- | -------------------------------------- | -------------------------------------- | -------------------------------------- |
|                                        |                                        |                                        |                                        |                                        |
| Црногорци                              | Црногорци                              |                                        | 19.553                                 | 46,50%                                 |
| Срби                                   | Срби                                   |                                        | 10.656                                 | 25,34%                                 |
| Муслимани                              | Муслимани                              |                                        | 3.236                                  | 7,70%                                  |
| Албанци                                | Албанци                                |                                        | 2.515                                  | 5,98%                                  |
| Бошњаци                                | Бошњаци                                |                                        | 2.153                                  | 5,12%                                  |
| остали                                 | остали                                 |                                        | 1.838                                  | 4,37%                                  |
| неизјашњени                            | неизјашњени                            |                                        | 2.097                                  | 4,99%                                  |
| укупно: 46.171                         |                                        |                                        |                                        |                                        |

### Вјерски састав становништва општине по попису 2023. године
| Верски састав (са уделом преко 1%)‍ | Верски састав (са уделом преко 1%)‍ | Верски састав (са уделом преко 1%)‍ | Верски састав (са уделом преко 1%)‍ | Верски састав (са уделом преко 1%)‍ |
| ---------------------------------- | ---------------------------------- | ---------------------------------- | ---------------------------------- | ---------------------------------- |
|                                    |                                    |                                    |                                    |                                    |
| Православци                        | Православци                        |                                    | 25.208                             | 55,02%                             |
| Муслимани                          | Муслимани                          |                                    | 14.640                             | 31,96%                             |
| Католици                           | Католици                           |                                    | 2.801                              | 6,11%                              |
| атеисти и агностици                | атеисти и агностици                |                                    | 1.264                              | 2,76%                              |
| остали                             | остали                             |                                    | 580                                | 1,27%                              |
| неизјашњени                        | неизјашњени                        |                                    | 1.319                              | 2,88%                              |

### Вјерски састав становништва општине по попису 2011. године
| Верски састав (са уделом преко 1%)‍ | Верски састав (са уделом преко 1%)‍ | Верски састав (са уделом преко 1%)‍ | Верски састав (са уделом преко 1%)‍ | Верски састав (са уделом преко 1%)‍ |
| ---------------------------------- | ---------------------------------- | ---------------------------------- | ---------------------------------- | ---------------------------------- |
|                                    |                                    |                                    |                                    |                                    |
| Православци                        | Православци                        |                                    | 24.452                             | 58,15%                             |
| Муслимани                          | Муслимани                          |                                    | 12.671                             | 30,13%                             |
| Католици                           | Католици                           |                                    | 3.043                              | 7,24%                              |
| атеисти и агностици                | атеисти и агностици                |                                    | 449                                | 1,07%                              |
| остали                             | остали                             |                                    | 304                                | 0,72%                              |
| неизјашњени                        | неизјашњени                        |                                    | 1.129                              | 2,69%                              |

### Језички састав становништва општине по попису 2023. године
| Језички састав (са уделом преко 1%)‍ | Језички састав (са уделом преко 1%)‍ | Језички састав (са уделом преко 1%)‍ | Језички састав (са уделом преко 1%)‍ | Језички састав (са уделом преко 1%)‍ |
| ----------------------------------- | ----------------------------------- | ----------------------------------- | ----------------------------------- | ----------------------------------- |
|                                     |                                     |                                     |                                     |                                     |
| Црногорски језик                    | Црногорски језик                    |                                     | 18.440                              | 40,25%                              |
| Српски језик                        | Српски језик                        |                                     | 15.785                              | 34,46%                              |
| Албански језик                      | Албански језик                      |                                     | 2.030                               | 4,43%                               |
| Бошњачки језик                      | Бошњачки језик                      |                                     | 2.110                               | 4,61%                               |
| Руски језик                         | Руски језик                         |                                     | 3.207                               | 7,00%                               |
| остали                              | остали                              |                                     | 3.328                               | 7,26%                               |
| неизјашњени                         | неизјашњени                         |                                     | 912                                 | 1,99%                               |

### Језички састав становништва општине по попису 2011. године
| Језички састав (са уделом преко 1%)‍ | Језички састав (са уделом преко 1%)‍ | Језички састав (са уделом преко 1%)‍ | Језички састав (са уделом преко 1%)‍ | Језички састав (са уделом преко 1%)‍ |
| ----------------------------------- | ----------------------------------- | ----------------------------------- | ----------------------------------- | ----------------------------------- |
|                                     |                                     |                                     |                                     |                                     |
| Црногорски језик                    | Црногорски језик                    |                                     | 18.217                              | 43,32%                              |
| Српски језик                        | Српски језик                        |                                     | 16.299                              | 38,76%                              |
| Албански језик                      | Албански језик                      |                                     | 2.738                               | 6,51%                               |
| Бошњачки језик                      | Бошњачки језик                      |                                     | 698                                 | 1,66%                               |
| остали                              | остали                              |                                     | 2.604                               | 6,19%                               |
| неизјашњени                         | неизјашњени                         |                                     | 1.492                               | 3,55%                               |

## Туризам
Обалом, западно од Бара, наилази се Сутоморе, смјештено уз предивну пјешчану плажу поред које су нанизани бројни хотели, одмаралишта и куће. Даље пут води кроз питома приморска мјеста Буљарицу, Чањ и многа друга, уз обиље сунца и нетакнуту природу. Овај дио обале завршава се љупким градићем Петровцем који све више постаје туристички центар са квалитетном понудом и туристичком услугом.